# Bocão
Wesley Porfirio Machado, meglio noto come Bocão (San Paolo, 20 aprile 1989), è un giocatore di calcio a 5 brasiliano naturalizzato italiano.

## Carriera

### Club
Centrale difensivo solido e tattico, dotato di una discreta vena realizzativa, prima di approdare nel campionato italiano ha giocato in patria con Wimpro Guarulhos, Corinthians / Unip - S.Caetano, Praia Clube e San Paolo. Nell'agosto 2012 si trasferisce al Montesilvano con cui mette a segno 8 gol nel corso del suo primo campionato di Serie A. La stagione successiva viene acquistato dal LCF Martina dove rimane appena una stagione al termine della quale, rimasto svincolato, si accorda con l'Asti. Con i piemontesi vince uno scudetto nella stagione 2015-16, al termine della quale viene acquistato dal Napoli. Con i partenopei conquista la semifinale di Winter CUP tenutasi a Cercola e raggiunge gara -5 di semifinale contro il Pescara nella poule scudetto. Lascia il club azzurro per tornare in patria, dove milita nelle file del Praia Clube Uberlândia, per far ritorno in Italia nella finestra di mercato invernale, approdando all'Acqua e Sapone. Con gli abruzzesi conquista Coppa Italia e scudetto, superando in finale la Luparense in entrambe le competizioni.

### Nazionale
Bocão ha fatto parte della rappresentativa universitaria e soprattutto della Under-20 brasiliana di cui è stato inoltre capitano. In possesso della doppia cittadinanza, ha esordio con la nazionale italiana il 17 settembre 2014 in occasione dell'incontro amichevole contro la Norvegia vinto dagli azzurri per 3-0.

## Palmarès
- Campionato italiano: 3

Asti: 2015-16
A&S: 2017-18
Meta Catania: 2023-24
- Coppa Italia: 2

Asti: 2014-15
A&S: 2017-18
- Winter Cup: 1

Asti: 2014-15